# 牛込見附
座標: 北緯35度42分00秒 東経139度44分37秒 / 北緯35.699876度 東経139.743712度
牛込見附（うしごめみつけ）は、東京都千代田区にある見附（江戸城三十六見附）の一つである。田安門から江戸城外郭の神楽坂や高田馬場を経由して、板橋宿へ向かう街道上に位置する。
徳島藩の初代藩主である蜂須賀忠英によって1636年（寛永13年）1月8日に着工された。解体の際に角石に忠英を示す「松平阿波守」の文字が見つかっている。

## 創建と変遷
江戸城外濠が完成した1636年（寛永13年）に、徳島藩主であった蜂須賀忠英によって建設された。
1956年3月に国の史跡・名勝・天然記念物に指定された江戸城外堀跡の一部に該当する。すぐそばには、牛込橋が架かる。
堀の内側に位置する、富士見町教会側から見える石垣は、長方形の石を交互に積み上げ石垣の隅の縦の縁をまっすぐに線を描くようにする算木積（さんぎづみ）と、石を砕いて石同士の接着面を増やし隙間を少なくする一方、積み上げの横の線に関しては特に揃えない打込接乱積（うちこみはぎらんづみ）の組み合わせて積まれている。

## 交通
- 中央・総武線：飯田橋駅西口下車すぐ
- 東京地下鉄（東京メトロ）有楽町線・南北線・東西線・大江戸線：飯田橋駅から徒歩